# Allonge (Wechsel)
Die Allonge (aˈlõːʒə, aus dem franz.: Anhang) ist ein fest und dauerhaft mit einem Wechsel verbundenes Blatt.
Auf die Allonge können Indossamente, Bürgschaftserklärungen oder Wechselproteste, nicht jedoch Annahmeerklärungen gesetzt werden, wenn das Wechselpapier selbst hierfür nicht mehr ausreicht (Art. 13 Abs. 1 Satz 1 WG, Art. 81 Abs. 1 und 3 WG). Die Allonge muss so mit dem Hauptdokument verbunden sein, dass eine Trennung auffallen würde. Dies geschieht zum Beispiel durch gemeinsame Siegelung oder Stempelung.